# Semanario Chiltipiquín

El Semanario Chiltipiquín fue un suplemento de la Revista Mexicana publicado en 1919 en San Antonio, México.

## Historia
Fue un semanario como suplemento del periódico semanal Revista Mexicana, el cual decía "hace pensar algo y sentir hondo, destierra el aburrimiento y hace reír, evoca la patria ausente para recordarla, además de que exhibe a los asesinos de nuestras instituciones para castigarlos", de  de Nemesio García Naranjo en su exilio en San Antonio Texas, ante el triunfo de Venustiano Carranza en el proceso de la Revolución Mexicana. 
El semanario fue editado por el periodista y poeta, Guillermo Aguirre y Fierro en San Antonio, Texas, Estados Unidos. Este estuvo conformado por 16 páginas, foliado con el número 10, en marzo del año 1919. En su portada tiene a un jefe militar en caricatura mostrándolo como un dictador.
Citando un texto del semanario: 

"Hallará usted, sin embargo... amor entrañable a México, a sus tradiciones, a sus costumbres, a su grandeza y a su libertad. Probablemente algunos espíritus... suponen que nuestra pluma está empapada de odio; pero ese odio no es sino una manifestación de la ternura que inspira la Patria."